# 심플두두
심플두두는 대한민국의 혼성 재즈 그룹이다. 2017년 싱글 앨범 [행복이란 짧은 생각]으로 데뷔했다.

## 음반
- 행복이란 짧은 생각 (2017)
- 봄은 벌써 (2018)